# 韓進KAL
韓進KAL（ハンジンカル、韓: 한진칼; 英: HANJIN KAL）は、2013年9月1日に大韓民国（韓国）の大韓航空を分割して設立した、韓進グループの持株会社。

## 概要
コーポレートガバナンスの充実による株主価値の向上と、各関連会社の自律経営による、新たな成長力の強化を目的として発足した。